# Félagsleg aðstoð
 (novembre 2019).
Si vous disposez d'ouvrages ou d'articles de référence ou si vous connaissez des sites web de qualité traitant du thème abordé ici, merci de compléter l'article en donnant les références utiles à sa vérifiabilité et en les liant à la section « Notes et références ».
Félagsleg aðstoð en français : « Assistance sociale »  regroupe en Islande, les prestations d'assistance sociale qui comprennent les salaires de maternité et de paternité, les pensions pour enfants scolarisées ou destinées à la formation des jeunes de 18 à 20 ans, les allocations de garde d'enfants, les prestations au conjoint, les prestations de soins, les prestations de décès, les pensions de réadaptation, les améliorations domiciliaires, les prestations supplémentaires, les subventions, les prestations. en raison de la conduite de la voiture et du remboursement d’un coût considérable des soins médicaux et des médicaments.
Les prestations d'assistance sociale ne sont versées qu'aux personnes domiciliées en Islande et sont soumises à d'autres conditions de la loi et des règlements qui les régissent. Il est permis d'associer le versement de la prestation à un revenu, autre que l'allocation de loyer, selon le cas.
L’Institut national d’assurance verse une indemnité conformément à la loi.
Le coût des prestations d'assistance sociale est pris en charge par le Trésor public conformément aux décisions du budget et de la loi supplémentaire.